# Butjärnet, Värmland
Butjärnet är en sjö i Eda kommun i Värmland och ingår i Göta älvs huvudavrinningsområde.